# Dewa United
Der Dewa United Football Club ist ein Fußballverein aus Tangerang Selatan in der Provinz Banten, Indonesien. Der Verein wurde 2009 als Martapura FC gegründet, wurde aber 2021 in Dewa United umbenannt und zog von Kalimantan nach Java.

## Erfolge
- Indonesischer Vizemeister: 2024/25

## Stadion
Seine Heimspiele trug der Verein von 2014 bis 2020 im  15.000 Zuschauer fassenden Demang Lehman Stadion aus, seit 2021 finden die Spiele in der Indomilk Arena statt.